# 鹿兒島神宮
鹿兒島神宮（かごしまじんぐう）是位在日本鹿兒島縣霧島市的神社。為大隅國一宮、舊社格為官幣大社（現神社本廳的別表神社）。別名大隅正八幡宮。

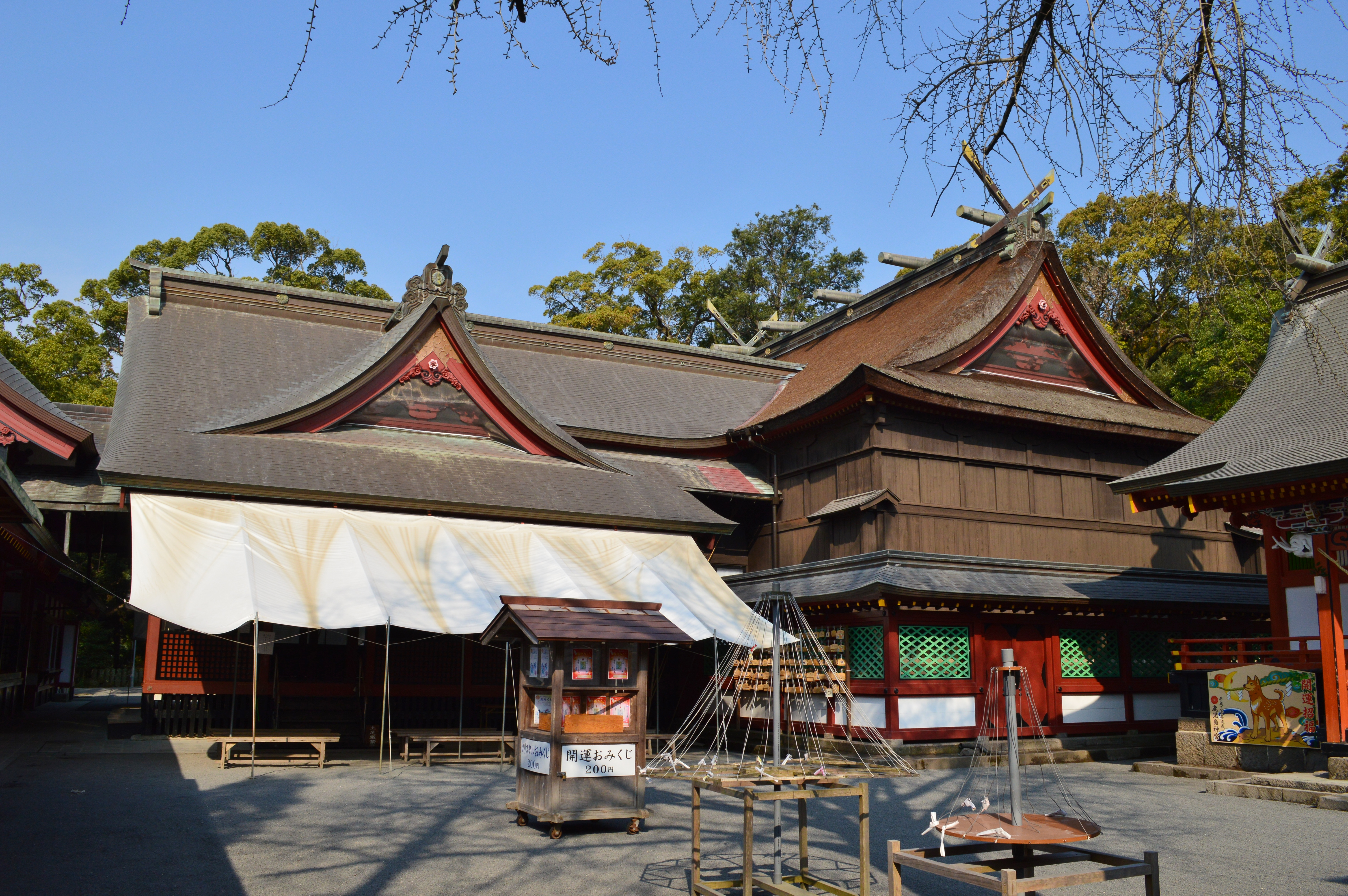
本殿與拜殿

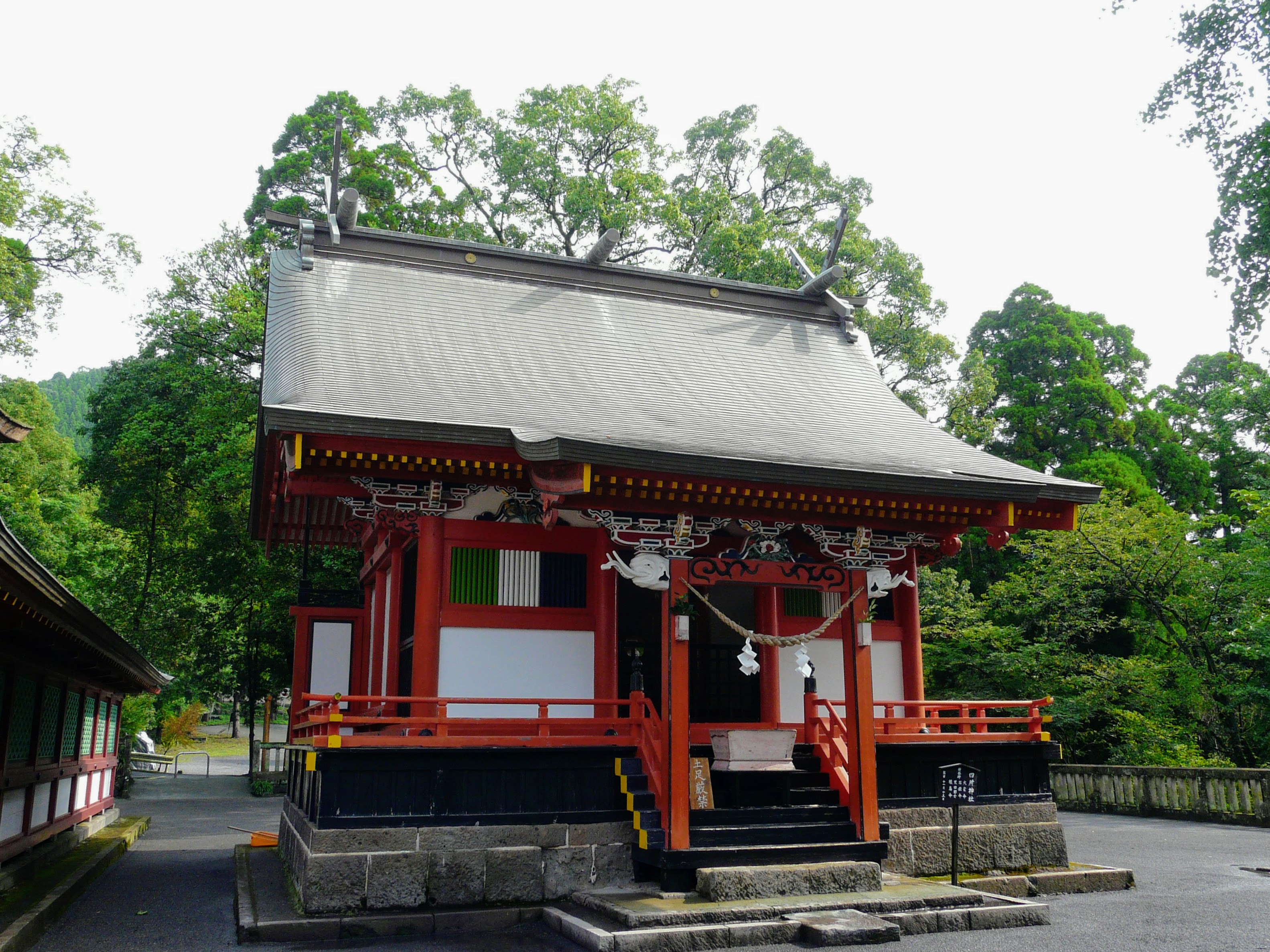
境内社 四所神社

2022年2月獲指定為國家重要文化財。

## 祭祀神

### 主祭神
- 天津日高彦穗穗出見尊（山幸彦）

## 關連項目
- 八幡宮

## 外部連結
- 鹿児島神宮

- OpenStreetMap上有關4459864389  鹿兒島神宮的地理

31°45′13.37″N 130°44′16.33″E / 31.7537139°N 130.7378694°E